# LNS SA
Die LNS SA mit Sitz in Orvin, im bernischen Jura, ist ein international tätiger Schweizer Hersteller von Stangenzufuhrvorrichtungen für Drehmaschinen. Diese finden in verschiedenen Industriebereichen Anwendung, unter anderem in der Automobilindustrie, Maschinenindustrie, Telekommunikation, Uhrenindustrie, Medizinaltechnik oder in der Luftschifffahrt. 
Die Aktivitäten der aus drei Geschäftsbereichen bestehenden LNS Gruppe umfasst mit dem Stammhaus LNS SA die Produktion und den Vertrieb von Langstangen- und Kurzstangen-Lademagazine sowie Stangenvorschübe. Die beiden weiteren Gruppenteile bilden die auf Stangenlademagazine für den asiatischen Markt spezialisierte Fedek Machine Co. Ltd. sowie die in der Herstellung von Späneförderer tätigen Turbo Systems Inc.
Die Gruppe beschäftigt 700 Mitarbeiter und erwirtschaftete 2007 einen Umsatz von rund 170 Millionen Schweizer Franken.

## Geschichte
LNS entstand 1973 aus dem Zusammenschluss der drei Unternehmer André Léchot, André Neukomm und Maurice Scemama, die bereits zuvor in der Herstellung von Stangenlademagazinen tätig waren. Nachdem das Unternehmen in den 1980er und 1990er Jahren mit der Gründung eigener Tochtergesellschaften in den USA sowie nach Frankreich, Italien und Grossbritannien expandierte, erwarb LNS im Jahr 2000 eine Mehrheitsbeteiligung an Fedek Machine Co. und übernahm diese 2003 vollständig. Mit der Übernahme von Turbo Systems schaffte sich LNS 2002 ein drittes Standbein. 